# Conicochernes incrassatus
Conicochernes incrassatus är en spindeldjursart som först beskrevs av Beier 1933.  Conicochernes incrassatus ingår i släktet Conicochernes och familjen blindklokrypare. Inga underarter finns listade i Catalogue of Life.